# Gran colisionador de electrones y positrones

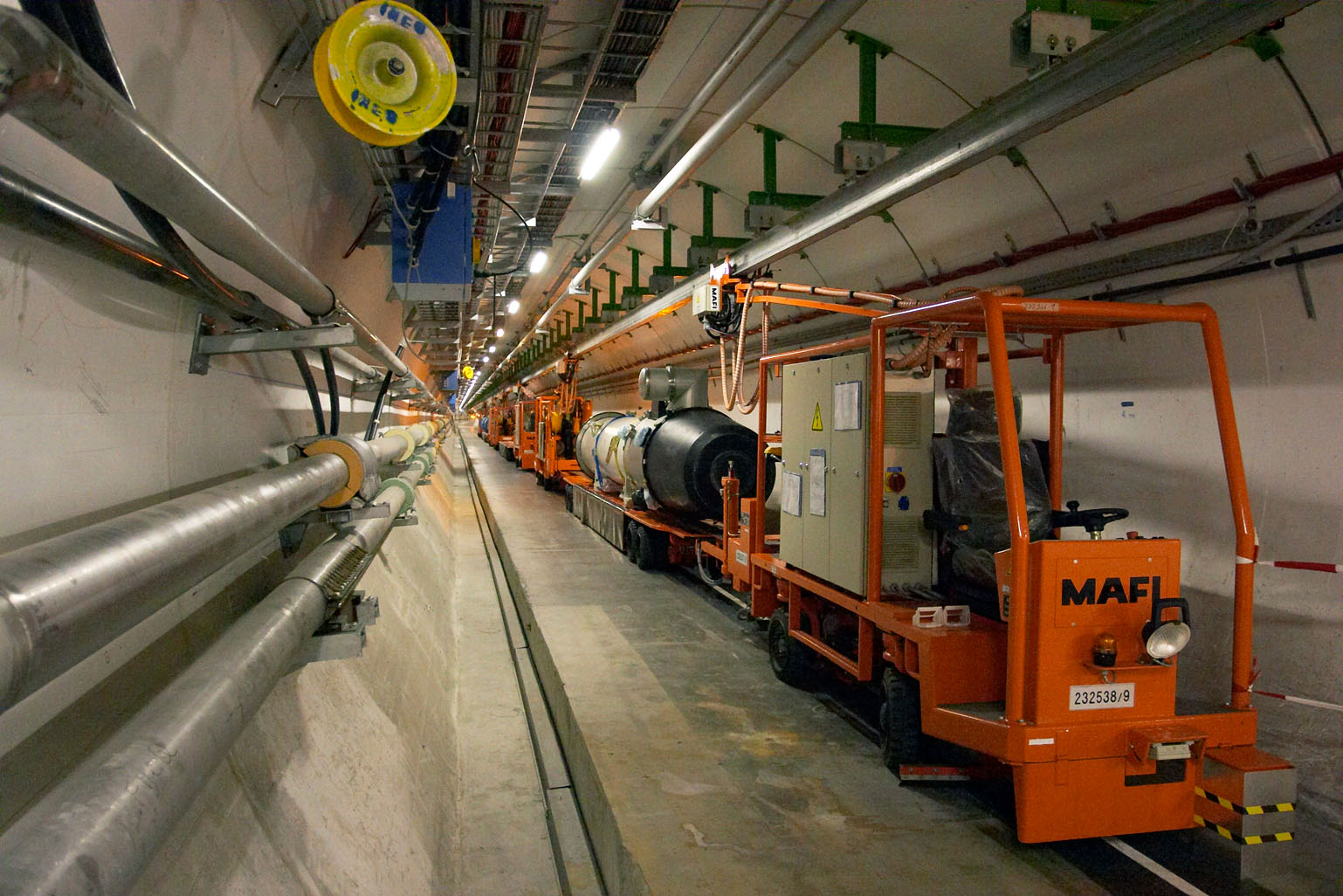
El túnel LEP en el CERN.

El gran colisionador de electrones y positrones (LEP por sus siglas en inglés: Large Electron-Positron collider) fue un acelerador-colisionador e-e+ circular de unos 27 km de longitud, creado en 1989 y en funcionamiento hasta el 2000. Situado a 100 metros bajo tierra en los terrenos de la Organización Europea para la Investigación Nuclear, en la frontera entre Francia y Suiza, fue reemplazado por el Gran colisionador de hadrones. Era el último paso del complejo de aceleradores del CERN, y en él los electrones y positrones eran inyectados y acelerados hasta la energía final de colisión mediante el uso de cavidades de radiofrecuencia. Un sistema de imanes dipolares curvaba los haces de electrones y positrones obligándoles a seguir una trayectoria circular.
En el LEP, los electrones y los positrones circulaban en sentidos opuestos a velocidades relativistas (cercanas a c, agrupados en paquetes (bunches) de aproximadamente 1,6 cm de longitud y una sección de 0,3 × 0,01 mm².
Existían ocho puntos de colisión, en cuatro de los cuales había instalados varios experimentos: ALEPH, DELPHI, L3 y OPAL.
El gran colisionador de electrones y positrones inició sus operaciones en agosto de 1989 y aunque originalmente fue diseñado para la producción de bosones Z0 (cuya masa es de 91,2 GeV/c2), con energías por haz previstas para su primera fase en torno a los 45 GeV y luminosidades de 1031 cm-2·s-1, las distintas mejoras que en los últimos años se introdujeron en él (incluyendo la instalación de cavidades superconductoras) permitieron alcanzar energías por haz de hasta 104,5 GeV. 
Se denominó LEP 2 (también LEP200 o LEP-II) a la segunda fase del acelerador de partículas LEP, en la cual se ha incrementó la energía de colisión en el centro de masas por encima de los 130 GeV. Este incremento permitió la producción de pares de bosones W± y Z0. Se esperaba que los sucesivos incrementos supusieran, incluso, el alcance del umbral de producción de nuevas partículas, como, por ejemplo, el bosón de Higgs. 
Las energías de colisión alcanzadas en el sistema centro de masas en cada año de funcionamiento, y la luminosidad integrada correspondiente recogida en el detector DELPHI, pueden verse en la siguiente tabla.
| Energía (GeV) | Fecha                     | Luminosidad (pb-1) |
| ------------- | ------------------------- | ------------------ |
| 130-136       | Noviembre de 1995         | 6                  |
| 161           | Julio/agosto de 1996      | 10                 |
| 172           | Octubre/noviembre de 1996 | 10                 |
| 183           | 1997                      | 54                 |
| 189           | 1998                      | 158                |
| 192           | Julio de 1999             | 26                 |
| 196           | Julio/agosto de 1999      | 77                 |
| 200           | Agosto/septiembre de 1999 | 84                 |
| 202           | Octubre/noviembre de 1999 | 41                 |
| 203-208       | 2000                      | 224                |

Parte de la infraestructura del LEP (en particular su túnel toroidal de 27 km) ha sido utilizada para construir el gran colisionador de hadrones.
- Datos: Q659029
- Multimedia: Large Electron–Positron Collider / Q659029